# Черногорский, Богуслав Матей
Богуслав Матей Черногорский (чеш. Bohuslav Matěj Černohorský; 16 февраля 1684, Нимбурк — 1 июля 1742, Грац) — чешский композитор, органист и музыкальный теоретик.

## Биография
Боуслав Черногорский родился в Нимбурке в семье кантора Самуэля Черногорского и начальное музыкальное образование получал от отца. В 1702 году окончил Карлов университет, после чего в 1703 году стал послушником монастыря святого Якуба. Здесь Черногорский изучал теологию, композицию (под руководством Ф. Б. Артофеуса) и игру на органе (под руководством И. Антона). В монастыре Черногорский был одновременно и помощником органиста в костёле. Он часто выполнял заказы францисканцев и сам был монахом-францисканцем.
В 1710 году Черногорский уехал в Италию, и это стало причиной того, что его опекуны-францисканцы лишили его всех титулов и изгнали на 10 лет. Здесь он служил органистом в Ассизи (1710-15), куда его назначили римские францисканцы, затем в Падуе (1715-1720).
В 1720 году Черногорский вернулся в Прагу и прослужил органистом до 1727 года. В этот период к Черногорскому приходит слава. Однако из-за разногласий с францисканцами он вновь был изгнан, на этот раз в город Гораждёвице, где работал органистом до 1730 года. Разочарованный этим, он вернулся в Падую, где прожил до 1741 года. В 1742 году Черногорский приехал в Грац, где и умер 1 июля.

## Творчество
Черногорский писал главным образом церковные сочинения. Он известен как выдающийся полифонист своего времени, сочетавший в своём творчестве традиции венецианской полифонической школы и национальные черты. Музыка Черногорского выделяется мелодичностью, гармонической насыщенностью и контрапунктическим мастерством.
Из произведений Черногорского сохранились: литания в честь Девы Марии (для солистов, хора, 4 трубы, литавр и органа; 1720), 2 офферториума (1729), 2 арии для сопрано, виолончели и органа, псалом «In Exitu», 7 фуг и токката для органа, а также мотеты.